# Green Bay Packers 2021
La stagione 2021 dei Green Bay Packers è stata la 101ª della franchigia nella National Football League, la 103ª complessiva e la terza con Matt LaFleur come capo-allenatore.
Con una vittoria nella settimana 15 contro i Baltimore Ravens, i Packers conquistarono la NFC North per il terzo anno consecutivo. Con la vittoria sui Minnesota Vikings nella settimana 17 guadagnarono il vantaggio del fattore campo per tutti i playoff e la possibilità di saltare il primo turno. Divennero anche la prima squadra nella storia della NFL a vincere 13 o più partite per tre stagioni consecutive.
Tuttavia, l'annata si interruppe bruscamente a causa di una sconfitta a sorpresa per 13-10 contro Jimmy Garoppolo e i San Francisco 49ers nel Divisional Round; fu la quarta sconfitta nei playoff dei Packers contro i 49ers da quando Aaron Rodgers divenne il quarterback titolare.

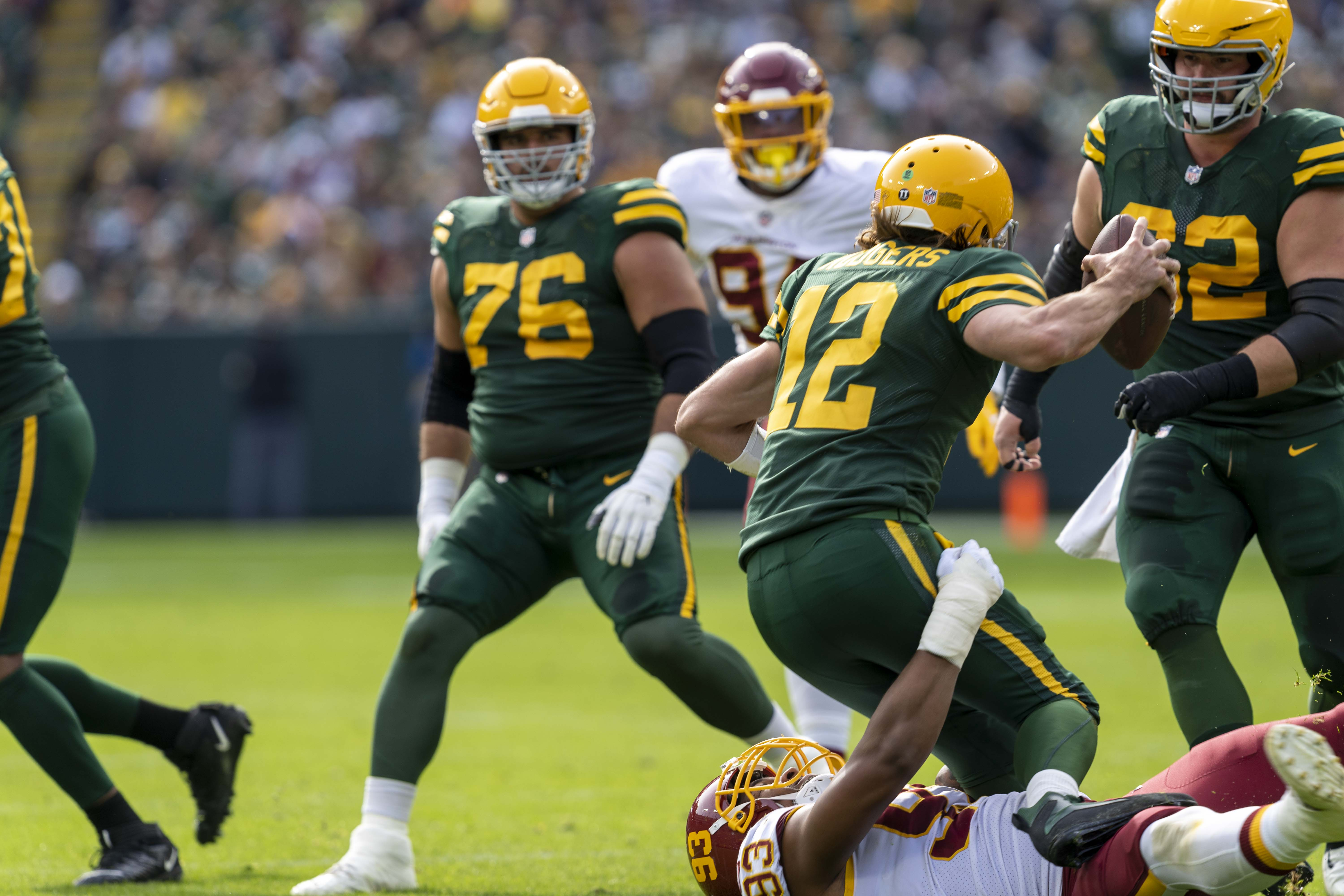
La partita della settimana 7 contro Washington

## Scelte nel Draft 2021
| Scelte dei Packers nel Draft 2021 |        |                     |       |                   |               |
| Giro                              | Scelta | Giocatore           | Ruolo | College           | Note          |
| 1                                 | 29     | Eric Stokes         | CB    | Georgia           |               |
| 2                                 | 62     | Josh Myers          | C     | Ohio State        |               |
| 3                                 | 85     | Amari Rodgers       | WR    | Clemson           | Da Tennessee  |
| 4                                 | 142    | Royce Newman        | OG    | Ole Miss          | Compensatoria |
| 5                                 | 173    | Tedarrell Slaton    | DT    | Florida           |               |
| 5                                 | 178    | Shemar Jean-Charles | CB    | Appalachian State | Compensatoria |
| 6                                 | 214    | Cole Van Lanen      | OG    | Wisconsin         |               |
| 6                                 | 220    | Isaiah McDuffie     | LB    | Boston College    | Compensatoria |
| 7                                 | 256    | Kylin Hill          | RB    | Mississippi State |               |

## Roster
| Roster dei Green Bay Packers nel 2021 |
| --- |
| Quarterback - 10 Jordan Love - 12 Aaron Rodgers Running Back - 28 A.J. Dillon - 32 Kylin Hill - 33 Aaron Jones Wide Receiver - 17 Davante Adams - 18 Randall Cobb - 13 Allen Lazard - 8 Amari Rodgers - 86 Malik Taylor - 83 Marquez Valdes-Scantling Tight End - 49 Dominique Dafney - 81 Josiah Deguara - 89 Marcedes Lewis - 85 Robert Tonyan Offensive Linemen - 67 Jake Hanson C - 74 Elgton Jenkins G - 79 Dennis Kelly T - 71 Josh Myers C - 70 Royce Newman G - 73 Yosh Nijman T - 62 Lucas Patrick G - 76 Jon Runyan Jr. G - 77 Billy Turner T Defensive Linemen - 97 Kenny Clark NT - 90 Jack Heflin DE - 96 Kingsley Keke DE - 95 Tyler Lancaster DE - 94 Dean Lowry DE - 93 Tedarrell Slaton NT Linebacker - 51 Krys Barnes ILB - 42 Oren Burks ILB - 59 De'Vondre Campbell ILB - 53 Jonathan Garvin OLB - 52 Rashan Gary OLB - 58 Isaiah McDuffie ILB - 47 Chauncey Rivers OLB - 91 Preston Smith OLB - 55 Za'Darius Smith OLB - 44 Ty Summers ILB Defensive Back - 23 Jaire Alexander CB - 31 Adrian Amos SS - 41 Henry Black FS - 22 Shemar Jean-Charles CB - 20 Kevin King CB - 26 Darnell Savage FS - 36 Vernon Scott SS - 21 Eric Stokes CB - 39 Chandon Sullivan CB - 24 Isaac Yiadom CB Special Team - -- Corey Bojorquez P - 43 Hunter Bradley LS - 2 Mason Crosby K Lista delle riserve - 69 David Bakhtiari OT (PUP) - 56 Randy Ramsey OLB (IR) - 25 Will Redmond SS (IR) - 87 Jace Sternberger TE (Sospeso) Squadra di allenamento - 72 Abdullah Anderson DE - 7 Kurt Benkert QB - 16 Chris Blair WR - 64 Ben Braden OG - 60 Jacob Capra C - 48 Kabion Ento CB - 38 Innis Gaines FS - 50 Tipa Galeai OLB - 45 Bronson Kaufusi TE - 35 J.J. Molson K - 19 Equanimeous St. Brown WR - 27 Patrick Taylor RB - 78 Cole Van Lanen OT - 57 Ray Wilborn ILB - 88 Juwann Winfree WR - 46 Steven Wirtel LS 53 attivi, 4 inattivi, 16 nella squadra di allenamento |
| Legenda - I rookie sono in corsivo. - Il primo ruolo è il principale mentre gli eventuali successivi indicano i ruoli secondari. - (IR) sta per Injured Reserve ed indica la lista ristretta per un solo giocatore infortunato che può tornare ad allenarsi dopo la settimana 6 e a rientrare in prima squadra dopo che questa ha giocato 8 partite. - (NF-Inj.) / (NF-Ill.) stanno rispettivamente per Non-Football Injured e Non-Football Illness ed indicano le liste dove viene inserito un giocatore che ha un infortunio o una malattia non dipendente dal football americano. - (PUP) sta per Physically Unable to Perform ed indica la lista dove viene inserito un giocatore mentre è in attesa di recuperare la condizione fisica. Nella stagione regolare dopo la sesta partita giocata dalla propria squadra, il giocatore ha tempo tre settimane per riprendere ad allenarsi, più tre settimane aggiuntive dal suo rientro agli allenamenti per rientrare in prima squadra. |

## Calendario
| Stagione regolare |                    |                          |                    |                    |                    |                    |
| Turno             | Data               | Avversario               | Risultato          | Record             | Stadio             | Sintesi            |
| 1                 | 12 settembre       | at New Orleans Saints    | S 3–38             | 0–1                | TIAA Bank Field    | Recap              |
| 2                 | 20 settembre       | Detroit Lions            | V 35–17            | 1–1                | Lambeau Field      | Recap              |
| 3                 | 26 settembre       | at San Francisco 49ers   | V 30–28            | 2–1                | Levi's Stadium     | Recap              |
| 4                 | 3 ottobre          | Pittsburgh Steelers      | V 27–17            | 3–1                | Lambeau Field      | Recap              |
| 5                 | 10 ottobre         | at Cincinnati Bengals    | V 25–22 (dts)      | 4–1                | Paul Brown Stadium | Recap              |
| 6                 | 17 ottobre         | at Chicago Bears         | V 24–14            | 5–1                | Soldier Field      | Recap              |
| 7                 | 24 ottobre         | Washington Football Team | V 24–10            | 6–1                | Lambeau Field      | Recap              |
| 8                 | 28 novembre        | at Arizona Cardinals     | V 24–21            | 7–1                | State Farm Stadium | Recap              |
| 9                 | 7 novembre         | at Kansas City Chiefs    | S 7–13             | 7–2                | Arrowhead Stadium  | Recap              |
| 10                | 14 novembre        | Seattle Seahawks         | V 17–0             | 8–2                | Lambeau Field      | Recap              |
| 11                | 21 novembre        | at Minnesota Vikings     | S 31–34            | 8–3                | U.S. Bank Stadium  | Recap              |
| 12                | 28 novembre        | Los Angeles Rams         | V 36–28            | 9–3                | Lambeau Field      | Recap              |
| 13                | Settimana di pausa | Settimana di pausa       | Settimana di pausa | Settimana di pausa | Settimana di pausa | Settimana di pausa |
| 14                | 12 dicembre        | Chicago Bears            | V 45–30            | 10–3               | Lambeau Field      | Recap              |
| 15                | 19 dicembre        | at Baltimore Ravens      | V 31–30            | 11–3               | M&T Bank Stadium   | Recap              |
| 16                | 25 dicembre        | Cleveland Browns         | V 24–22            | 12–3               | Lambeau Field      | Recap              |
| 17                | 2 gennaio          | Minnesota Vikings        | V 37–10            | 13–3               | Lambeau Field      | Recap              |
| 18                | 9 gennaio          | at Detroit Lions         | S 30–37            | 13–4               | Ford Field         | Recap              |

Note: gli avversari della propria division sono in grassetto.

### Playoff
| Stagione regolare |                                           |                                           |                                           |                                           |                                           |                                           |
| Turno             | Data                                      | Avversario (seed)                         | Risultato                                 | Record                                    | Stadio                                    | Sintesi                                   |
| Wild Card         | Qualificati direttamente al secondo turno | Qualificati direttamente al secondo turno | Qualificati direttamente al secondo turno | Qualificati direttamente al secondo turno | Qualificati direttamente al secondo turno | Qualificati direttamente al secondo turno |
| Divisional        | 22 gennaio                                | San Francisco 49ers (6)                   | S 10–13                                   | 0–1                                       | Lambeau Field                             | Recap                                     |

## Premi
- Aaron Rodgers

MVP della NFL

### Premi settimanali e mensili
- Mason Crosby

giocatore degli special team della NFC della settimana 3
- De'Vondre Campbell

difensore della NFC del mese di ottobre
- Rasul Douglas

difensore della NFC della settimana 12
- Aaron Rodgers

giocatore offensivo della NFC della settimana 15
giocatore offensivo della NFC del mese di dicembre